# Mary Colman
Mary Cecilia Colman (née Bowes-Lyon ; 30 janvier 1932-2 janvier 2021) est une mondaine anglaise, philanthrope et dame d'honneur de la princesse Alexandra.
Fille de Michael Bowes-Lyon et d'Elizabeth Margaret Cator, elle est une nièce de la reine Elizabeth, la reine mère, et elle est donc une cousine germaine d'Élisabeth II.

## Jeunesse
Mary Cecilia Bowes-Lyon est née le 30 janvier 1932 à Gastlings, la maison familiale Bowes-Lyon à Biggleswade, Bedfordshire . Son père, Michael Bowes-Lyon (1893–1953), est le cinquième fils de Claude Bowes-Lyon, 14e comte de Strathmore et Kinghorne et Cecilia Nina Cavendish-Bentinck. Sa mère, Elizabeth Margaret Cator (1899–1959), est une arrière-petite-fille de Charles Yorke (4e comte de Hardwicke). Elle a une sœur jumelle, Patricia Maud, plus tard Lady Patricia Tetley, et un frère aîné, Fergus Michael Claude, plus tard Michael Bowes-Lyon (17e comte de Strathmore et Kinghorne).
Elle fréquente l'école Hatherop Castle lorsqu'elle est enfant. En 1949, un bal de sortie a lieu pour elle et sa sœur jumelle Patricia à Londonderry House, en présence de leur tante et de leur oncle, le roi et la reine .

## Mariage et enfants
Le 10 novembre 1951 à St Bartholomew-the-Great à Londres, Mary épouse Timothy Colman, fils du joueur de cricket Geoffrey Colman (en). Ensemble, ils ont cinq enfants:
- Sarah Rose Colman (née le 3 mai 1953). Épouse Peter John Charles Troughton en 1977. 3 enfants.
- Sabrina Mary Colman (née le 4 février 1955). Épouse Christopher Arthur Penn en 1976. 2 enfants.
- Emma Elizabeth Colman (née le 10 février 1958). Épouse Richard Henry Ramsbottom en 1986. 1 enfant.
- James Russell Colman (né le 12 janvier 1962). Épouse Sasha Cotterell en 1994. 2 enfants.
- Matthew Geoffrey Colman (né le 10 juillet 1966). Épouse Jane Johnstone en 1997. 1 enfant.

## Carrière
En 1970, Mary est nommée dame d'honneur supplémentaire d'une autre des cousines germaines de la reine, la princesse Alexandra. En 1998, elle est présidente de l'appel «We Care 2000» de l'Eastern Daily Press, qui vise à soutenir les aidants non rémunérés pour le travail qu'ils accomplissent. Elle travaille avec d'autres organismes de bienfaisance, dont la Croix-Rouge britannique, et est présidente de la Norfolk Autistic Society pendant 26 ans, de 1975 jusqu'à sa retraite en 2001. Elle dirige également une entreprise de fleurs séchées, appelée "Flora Dessica" .
Lady Mary est décédée chez elle à Bixley, Norfolk, le 2 janvier 2021.